# Макинтаја (Ајова)
Макинтаја (енгл. McIntire) град је у америчкој савезној држави Ајова. По попису становништва из 2010. у њему је живело 122 становника.

## Демографија
Према попису становништва из 2010. у граду је живело 122 становника, што је -51 (-29.5%) становника више него 2000. године.
| Група             | 2000.        | 2010.       |
| Белци             | 173 (100.0%) | 120 (98,4%) |
| Афроамериканци    | 0 (0,0%)     | 0 (0,0%)    |
| Азијати           | 0 (0,0%)     | 0 (0,0%)    |
| Хиспаноамериканци | 0 (0,0%)     | 2 (1,6%)    |
| Укупно            | 173          | 122         |